# Hoàng Tùng
Hoàng Tùng (1920–2010) là nhà báo người Việt Nam; nguyên Bí thư Ban Chấp hành Trung ương khóa V; Tổng Biên tập Báo Nhân dân; Giám đốc Nhà xuất bản Sự thật của Đảng Cộng sản Việt Nam; Đại biểu Quốc hội nước Cộng hòa Xã hội Chủ nghĩa Việt Nam các khóa III, IV, V, VI, VII.

## Tiểu sử
Hoàng Tùng, tên thật là Trần Khánh Thọ, sinh ngày 14 tháng 1 năm 1920; quê quán xã Nhân Hòa, huyện Lý Nhân, tỉnh Hà Nam.
Năm 1935, tham gia phong trào công nhân chống Pháp ở Cẩm Phả, bị bắt tù và được Lê Đức Thọ giới thiệu giúp việc cho Bí thư Tỉnh ủy Đảng Cộng sản Đông Dương tỉnh Nam Định.
Từ năm 1937, tham gia hoạt động trong tổ chức Đoàn Thanh niên Dân chủ và sau đó là Đoàn Thanh niên phản đế; phụ trách tổ chức đoàn thanh niên tại thành phố Nam Định.
Tháng 6 năm 1940, bị bắt, bị tòa án chính quyền đương thời kết án 5 năm tù khổ sai và giam giữ tại nhà tù Sơn La.
Tháng 11 năm 1943, gia nhập vào Đảng Cộng sản Việt Nam tại Chi bộ nhà tù Sơn La.
Sau cuộc đảo chính của Nhật, tham gia lãnh đạo những người tù chính trị phá bỏ nhà tù, vượt ngục về địa phương hoạt động.
Tháng 4 năm 1945, trở về Bắc Ninh hoạt động, đã tích cực mở rộng phong trào quần chúng lao động và xây dựng tổ chức cơ sở của Đảng Cộng sản Việt Nam, chuẩn bị khởi nghĩa và được chỉ định tham gia vào Tỉnh ủy Đảng Cộng sản Việt Nam tỉnh Bắc Ninh.
Tháng 5 năm 1945, được phân công về tham gia Ban Chỉ đạo khu an toàn của Trung ương Đảng Cộng sản Việt Nam, sau đó làm Bí thư Đảng của Ban Chỉ đạo khu an toàn của Trung ương Đảng Cộng sản Việt Nam.

## Công tác Đảng và chính quyền
Tháng 8 năm 1945, ông tham gia chỉ đạo khởi nghĩa ở ngoại thành Hà Nội và được chỉ định làm Chủ tịch Ủy ban nhân dân cách mạng khi mới 25 tuổi. Trong những ngày đầu của nhà nước Việt Nam Dân chủ Cộng hòa ông đảm nhận nhiều chức vụ quan trọng khác của Đảng.
Tháng 10 năm 1945, ông làm Ủy viên Xử ủy Bắc kỳ, Bí thư Thành ủy Hà Nội thay ông Trần Danh Tuyên.
Tháng 4 năm 1946, ông làm Bí thư Thành ủy Hải Phòng thay ông Lê Quang Đạo về làm Bí thư Thành úy Hà Nội.
Tháng 8 năm 1946, ông làm Xử ủy viên Xứ ủy Bắc Kỳ của Đảng Cộng sản Việt Nam.
Tháng 2 năm 1947, ông làm Phó Bí thư Khu ủy III (Khu Tả ngạn Sông Hồng).
Tháng 1 năm 1948, ông làm Phó Trưởng Ban Tổ chức Trung ương Đảng và Thư ký Tạp chí "Sinh hoạt nội bộ" của Đảng.
Tháng 6 năm 1948, ông làm Phó Trưởng ban Thi đua Trung ương;
Tháng 1 năm 1950, ông làm Chủ nhiệm Báo "Sự thật" của Đảng Cộng sản Việt Nam.
Đầu năm 1951, ông phụ trách Văn phòng Tổng Bí thư Trường Chinh.
Từ tháng 8 năm 1951 đến tháng 3 năm 1953, ông đi học lý luận ở Trung Quốc cùng ông Nguyễn Duy Thân.
Tháng 4 năm 1953, ông làm Chánh Văn phòng Trung ương Đảng.
Từ tháng 2 năm 1954 đến năm 1982, ông làm Tổng Biên tập Báo Nhân dân, cơ quan ngôn luận của Đảng, là Tổng biên tập báo Đảng lâu nhất; từ năm 1968 ông kiêm chức Phó trưởng Ban Tuyên huấn Trung ương.
Tại Đại hội Đảng Cộng sản Việt Nam III, ông được bầu làm Ủy viên Dự khuyết Ban Chấp hành Trung ương Đảng Cộng sản Việt Nam Khóa III (1960–1976).
Tại Đại hội Đảng Cộng sản Việt Nam IV, ông tiếp tục được bầu lại vào Ban Chấp hành Trung ương Khóa IV (1976–1982).
Năm 1980, ông làm Trưởng ban Tuyên huấn Trung ương.
Tại Đại hội Đảng toàn quốc lần thứ V của Đảng Cộng sản Việt Nam, tiếp tục được bầu lại vào Ban Chấp hành Trung ương Khóa V (1982–1986), được Ban Chấp hành Trung ương bầu làm Ủy viên Ban Bí thư và được phân công phụ trách công tác tư tưởng, thôi giữ chức vụ Tổng biên tập báo Nhân dân.
Tháng 4 năm 1987 đến năm 1989, làm Giám đốc Nhà xuất bản Sự thật.
Ông là đại biểu Quốc hội các khóa III (1964–1971), IV (1971–1975), V (1975–1976), VI (1976–1981), VII (1981–1987).
Ông về nghỉ hưu, sống tại số nhà 6B Đường Thành, phường Cửa Đông, quận Hoàn Kiếm, thành phố Hà Nội.

## Qua đời - Lễ tang
Ngày 29 tháng 6 năm 2010 (tức ngày 18 tháng 5 năm Canh Dần), ông mất lúc 15 giờ 20 phút tại Hà Nội, chưa lâu sau lễ mừng thọ 90 tuổi. An táng ngày 2 tháng 7 năm 2010 tại Nghĩa trang Mai Dịch, Hà Nội.

## Phong tặng
- Huân chương Sao Vàng;
- Huân chương Hồ Chí Minh;
- Huân chương Độc lập hạng nhất;
- Huân chương Kháng chiến hạng nhất;
- Huy hiệu 60 năm tuổi Đảng Cộng sản Việt Nam;
- Huân chương Ít-xa-la hạng nhất của Cộng hòa Dân chủ Nhân dân Lào.[1]

## Gia đình
Con trai cả là Tiến sĩ Trần Chiến Thắng, nguyên Thứ trưởng Bộ Văn hóa, Thể thao và Du lịch.